# Sylvester Berg
Alf Sylvester Berg Pedersen (Aarhus, 27 maggio 1998) è un cestista danese.

## Palmarès
- Campionato danese: 3

Bakken Bears: 2016-17, 2017-18, 2018-19
- Coppa di Danimarca: 2

Bakken Bears: 2016, 2018
- European North Basketball League: 1

Bakken Bears: 2024